# آن لويس هاملتون
آن لويس هاميلتون (بالإنجليزية: Ann Lewis Hamilton)‏ هي منتجة وكاتبة تلفزيونية أمريكيّة. عملت بكلتا الصلاحيات في مسلسل ثلاثين شيئاً [الإنجليزية] . ووقد رشحت لجائزتي إيمي عام 1991 لعملها هذا، أحدها لأفضل مسلسل درامي والأخرى عن حلقتها «النظرة الثانية». كما حصدت جائزة الإنسانية [الإنجليزية] عن عملها في المسلسل ذلك العام. انتقلت بعد ذلك للعمل في حفلة لخمسة [الإنجليزية] و تل الشجرة الواحدة . كتبت لبروفيدنس وشاركت في كتابة حلقات المسلسل مع جينيفر إم جونسون. أصبحت في النهاية منتجًا استشاريًا للموسم الأول من Grey's Anatomy وفازت بجائزة WGA لأفضل مسلسل جديد لعملها في العرض.

## الأعمال التلفزيونية
- تم الحفظ [الإنجليزية](مستشار تنفيذي - 12 حلقة)
- ثلاثون شيئاً [الإنجليزية]
- منطقة الموت [الإنجليزية] (مسلسل تلفزيوني)
- العناية [الإنجليزية] (منتج تنفيذي)
- تل الشجرة الواحدة (مسلسل) (مسلسل تلفزيوني) (منتج تنفيذي)
- C-16: FBI [الإنجليزية] (مسلسل تلفزيوني) (منتج استشاري)
- حفلة لخمسة [الإنجليزية] (مسلسل تلفزيوني) (منتج تنفيذي مشارك - 22 حلقة)
- هافن [الإنجليزية] (مسلسل تلفزيوني)
- تشريح غراي (مسلسل تلفزيوني)
- رجال إطفاء لوس أنجلوس [الإنجليزية](مسلسل تلفزيوني)
- المعادل [الإنجليزية](مسلسل تلفزيوني)
- نسخة ورقية [الإنجليزية](مسلسل تلفزيوني)

## جوائز وترشيحات
| عام  | الجهة المانحة   | الفئة             | نتيجة | عمل                          | ملاحظات |
| ---- | --------------- | ----------------- | ----- | ---------------------------- | --- |
| 2006 | جائزة WGA       | أفضل مسلسل درامي  | رشحت  | تشريح غراي                   | تمت مشاركتها مع زملائهم المنتجين زوان كلاك [الإنجليزية] وكيب كوينغ [الإنجليزية] وستاسي ماك كي [الإنجليزية] وجيمس د. باريوت وطوني فيلان [الإنجليزية] وجوان راتر [الإنجليزية] وشوندا رايمز وميمي شمير [الإنجليزية] وغابرييل ستانتون وكريستا فيرنوف و هاري ويركسمان [الإنجليزية] ومارك ويلدينغ [الإنجليزية] |
| 2006 | جائزة WGA       | أفضل مسلسل جديد   | ربحت  | تشريح غراي                   | تمت مشاركتها مع زملائهم المنتجين زوان كلاك [الإنجليزية] وكيب كوينغ [الإنجليزية] وستاسي ماك كي [الإنجليزية] وجيمس د. باريوت وطوني فيلان [الإنجليزية] وجوان راتر [الإنجليزية] وشوندا رايمز وميمي شمير [الإنجليزية] وغابرييل ستانتون وكريستا فيرنوف و هاري ويركسمان [الإنجليزية] ومارك ويلدينغ [الإنجليزية] |
| 1991 | جائزة إيمي      | أفضل مسلسل درامي  | رشحت  | ثلاثون شيئاً                  | مشتركة مع زملائهم المنتجين إدوارد زويك، ومارشال هيرسكوفيتز، وسكوت وينانت، وإلين س. برسمان، وريتشارد كرامر، وجوزيف دوغيرتي، وليندسلي بارسونز |
| 1991 | جائزة إيمي      | أفضل كاتبة درامية | رشحت  | الحلقة الثلاثون "نظرة ثانية" | |
| 1991 | جائزة الإنسانية | فئة 60 دقيقة      | ربحت  | ثلاثون شيئاً                  | |

## روابط خارجية
- آن لويس هاملتون على موقع IMDb (الإنجليزية)
- آن لويس هاملتون على موقع روتن توميتوز (الإنجليزية)
- آن لويس هاملتون على موقع ألو سيني (الفرنسية)
- آن لويس هاملتون على موقع أول موفي (الإنجليزية)
- آن لويس هاملتون على موقع قاعدة بيانات الفيلم (الإنجليزية)